# カリセン
カリセン(Calicene)またはトリアペンタフルバレン(Triapentafulvalene)は、化学式C8H6のフルバレン系炭化水素である。シクロペンタジエン環とシクロプロペン環が結合した構造を持つ。

## 性質

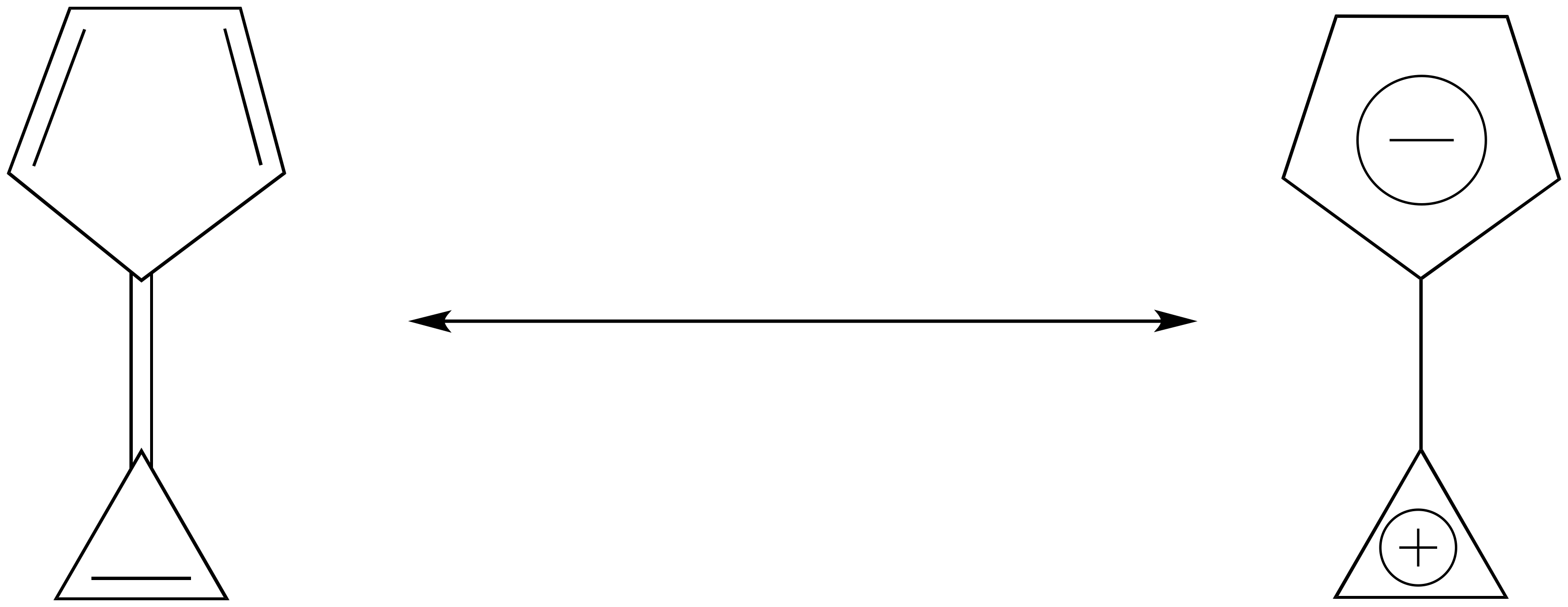
共鳴効果により2つの環の電荷が異なっており、高い極性を持つ。

ヒュッケル則によると、非常に高い共鳴エネルギーを持つと予測されるが、実際には高くはない。各々2π電子系、6π電子系のヒュッケル則安定性を保ったまま三員環の炭素原子上に部分正電荷、五員環の炭素原子上に部分負電荷を置き、中央の二重結合は分極しており、双極子モーメントは4.66 Dと計算される。trans-ビカリセン（環状化合物）やポリ-2,7-[N]カリセン（鎖状化合物）等の2つ以上のカリセンサブユニットを含むいくつかの化合物には、芳香族性がある。
作成の試みが行われているが、カリセンそのものの合成には、これまで成功していない。しかし、1,2,3,4,5,6-ヘキサフェニルカリセンは合成され、双極子モーメントは6.3 Dと測定されている。